# Ist Mama nicht fabelhaft?
Ist Mama nicht fabelhaft? ist ein deutscher Spielfilm in Schwarzweiß aus dem Jahr 1958 von Peter Beauvais. Das Drehbuch verfassten Barbara Noack und Ilse Lotz-Dupont. Die Hauptrollen sind mit Luise Ullrich, Gunnar Möller, Charles Brauer und Paul Klinger besetzt. Seine Uraufführung erlebte das Werk am 14. August 1958.

## Handlung
Nach dem Ableben ihres Mannes hat Sabine Meinrad ein kleines Kindermodengeschäft aufgebaut, mit dessen Erträgen sie ihre Familie versorgt. Von ihren drei Söhnen ist Axel, der Älteste, bereits verheiratet und erwartet sein erstes Kind. Immer, wenn mal gerade der Haussegen eine kleine Schieflage hat, sucht Axel – sehr zum Leidwesen seiner Frau – Rat bei seiner Mutter. Peter, der Mittlere, studiert zwar Jura; sein Hauptinteresse gilt aber dem Studium des weiblichen Geschlechts. Kai, der Jüngste, geht noch zur Schule und betreibt in seinem Zimmer eine Spinnenzucht. Eines Tages bricht in diese Familie eine Studentin ein, die vom Hochschulkundendienst TUSMA vermittelt worden ist. Für den 15-jährigen Kai ist sie daher nur das „Fräulein Tusma“. Schon nach kurzer Zeit schlägt sein Herz nur noch für die neue Hausbewohnerin.
Axel und seine Gisela haben endlich eine eigene Wohnung gefunden. Dieses Ereignis soll besonders gefeiert werden. Zu dem Fest wird auch Axels Schwiegermutter erwartet. Aber kaum ist sie eingetroffen, übernimmt sie im Haus die Kommandogewalt. Alle fürchten um ihre Freiheit, besonders Mama Sabine, denn sie hegt seit ein paar Monaten ein großes Geheimnis: Das Geheimnis ist ein Herr namens Horn. Als Peter von seiner neuen Flamme versetzt worden ist, lädt er „Tusma“ zu einer nächtlichen Segelpartie ein. Dabei verlieben sich die zwei ineinander. Kai muss zum ersten Mal in seinem Leben spüren, was Liebeskummer ist.
Ruhe kehrt erst wieder in die Familie ein, als sich Axels Schwiegermutter verabschiedet hat. Gegen Ende darf sich Mama Meinrad gleich dreifach freuen: über ihr erstes Enkelkind, über eine neue Schwiegertochter und endlich auch wieder über einen neuen Ehemann.

## Produktionsnotizen
Gedreht wurde der Film in den Studios der Universum Film AG. Die Bauten wurden von dem Filmarchitekten Rolf Zehetbauer geschaffen. Vera Mügge steuerte die Kostüme bei.

## Kritik
Das Lexikon des internationalen Films hat keine besonders gute Meinung von dem Streifen: „Freundlich-langweilige Familienkomödie um die Kümmernisse und Freuden einer resoluten, ‚modernen‘ Mutter.“

## Quelle
Programm zum Film: Illustrierte Film-Bühne, Vereinigte Verlagsgesellschaften Franke & Co. KG, München 2, Nummer 4394